# Hester Frump

Avó Frump, ou conhecida pelos primeiros nomes Hester ou Griselda, é parente da Família Addams.
Ela é a mãe de Morticia Addams e Ophelia Frump, sogra de Gomez Addams e avó materna de Pugsley Addams, Wednesday Addams e Pubert Addams. Ela também era uma bruxa, e em algum momento frequentou a mesma escola que a avó Addams.
Seu outro colega de classe, tio Fester, atirou a flecha que a uniu a seu marido. Ela teve dois filhos: a alegre Ophelia Frump de cabelos loiros e a sombria Mortícia Addams de cabelos negros. Mortícia se recusou a ir para a escola por causa de suas tendências antissociais, portanto teve educação domiciliar. No entanto, a Hestia Frump tem uma tendência a favorecer a filha primogênita Ophelia, e negligencia ligeiramente Mortícia a ponto de concordar passivamente com tudo o que ela faz, apesar das consequências que as atitudes de Morticia pode causar as outras pessoas ou a própria família.